# Спиридон (Синодинос)
Митрополи́т Спиридо́н (в миру Спири́дон Синодино́с, греч. Μητροπολίτης Σπυρίδων Συνοδινός; 23 декабря 1907, Ликсурион, Paliki Municipal Unit — 29 апреля 1988, Родос или Родос) — епископ Константинопольской православной церкви, митрополит Родосский (1951—1988), ипертим и экзарх Кикладских островов.

## Биография
Родился 24 ноября 1907 года в Ликсури в Кефалинии, Греции, в семье Марии Манеси и Евангелоса Синодиноса. У Спиридон также был младший брат. Его мать умерла в достаточно молодом возрасте. С раннего возраста стремился служить в Церкви.
Окончил начальную школу в родном городе, а среднюю в Аргостоли. По окончании средней школы с 1930 по 1933 год работал сотрудником в Сельской безопасности (Αγροτική Ασφάλεια) острова.
16 августа 1933 года рукоположён в сан диакона митрополитом Илийским Антонием (Политисом).
В том же году поступил на Богословский факультет Афинского университета и назначен клириком университетской церкви Богородицы Капникареи. Завершил обучение с отличием в январе 1938 года.
6 ноября 1938 года был рукоположён в сан пресвитера к университетской церкви Богородицы Капникареи.
Служил младшим секретарём, а затем и секретарём Священного синода Элладской православной церкви и преподавателем Второй вечерней средней школы в Афинах (Β΄ Νυκτερινό Γυμνάσιο Αθηνών).
15 ноября 1945 года был избран, а 18 ноября рукоположён в сан епископа Апамейского, викария Фесалоникской митрополии.
25 января 1951 года избран митрополитом Родосским.
Скончался 29 апреля 1988 года в возрасте 79 лет и похоронен на архиерейском участке кладбища святого Димитрия.